# Phyllida Law

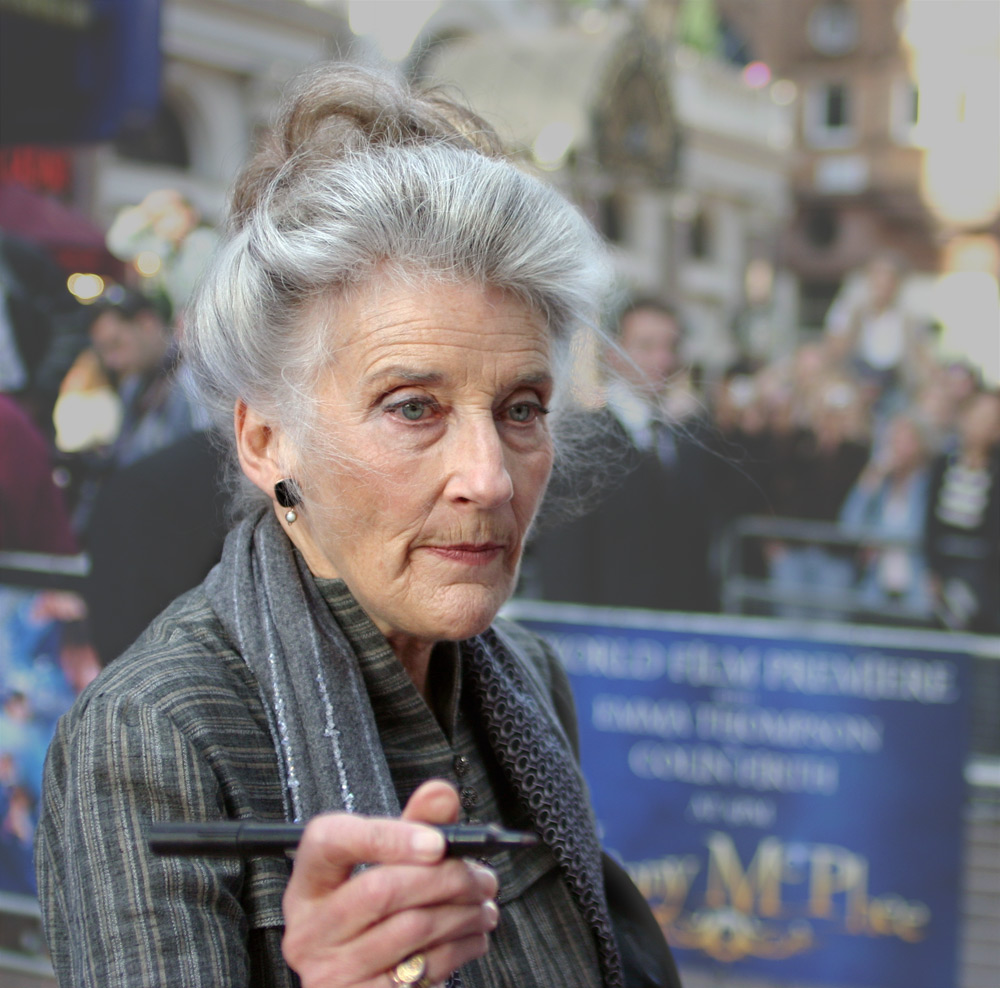
Law bei der Premiere von Nanny McPhee 2005 in London

Phyllida Ann Law (* 8. Mai 1932 in Glasgow, Schottland) ist eine britische Schauspielerin.

## Leben
Phyllida Law wurde 1932 in Glasgow als Tochter von William und Megsie Law geboren. Ihre Eltern ließen sich nach dem Zweiten Weltkrieg scheiden. Sie war von 1957 bis zu seinem Tod 1982 mit dem Schauspieler und Regisseur Eric Thompson verheiratet. Ihre gemeinsamen Kinder Emma und Sophie Thompson sind beide Schauspielerinnen. Law trat in vielen Dokumentationen und Interviews zu den Arbeiten ihres verstorbenen Mannes an der Fernsehserie The Magic Roundabout (Das Zauberkarussell) auf.

## Karriere
Law drehte viel für das britische Fernsehen; zu sehen war sie unter anderem in den Fernsehserien Dixon of Dock Green und Rumpole of the Bailey sowie in der Adaption der Lord-Peter-Wimsey-Geschichte The Unpleasantness at the Bellona Club (1972).
Sie war in den Filmen Peter’s Friends (1992) und Viel Lärm um nichts (1993) sowie in Alan Rickmans Regiedebüt The Winter Guest (1997) jeweils zusammen mit ihrer Tochter Emma Thompson zu sehen.
2007 war sie Gaststar in zwei Spin-off-Episoden von Doctor Who: Sie spielte die Bea Nelson-Stanley in der The Sarah Jane Adventures-Episode Eye of the Gorgon und war als Beldonia in dem britischen Audiodrama The Bride of Peladon zu hören. Außerdem verkörperte sie 2007 die Tante Auriel in der britischen Fernsehserie Kingdom mit Stephen Fry. 2008 war sie in der britischen Fernsehserie Foyle’s War als Gaststar zu sehen.
Sie illustrierte auch die Autobiographie Beginning von Kenneth Branagh.

## Preise und Auszeichnungen

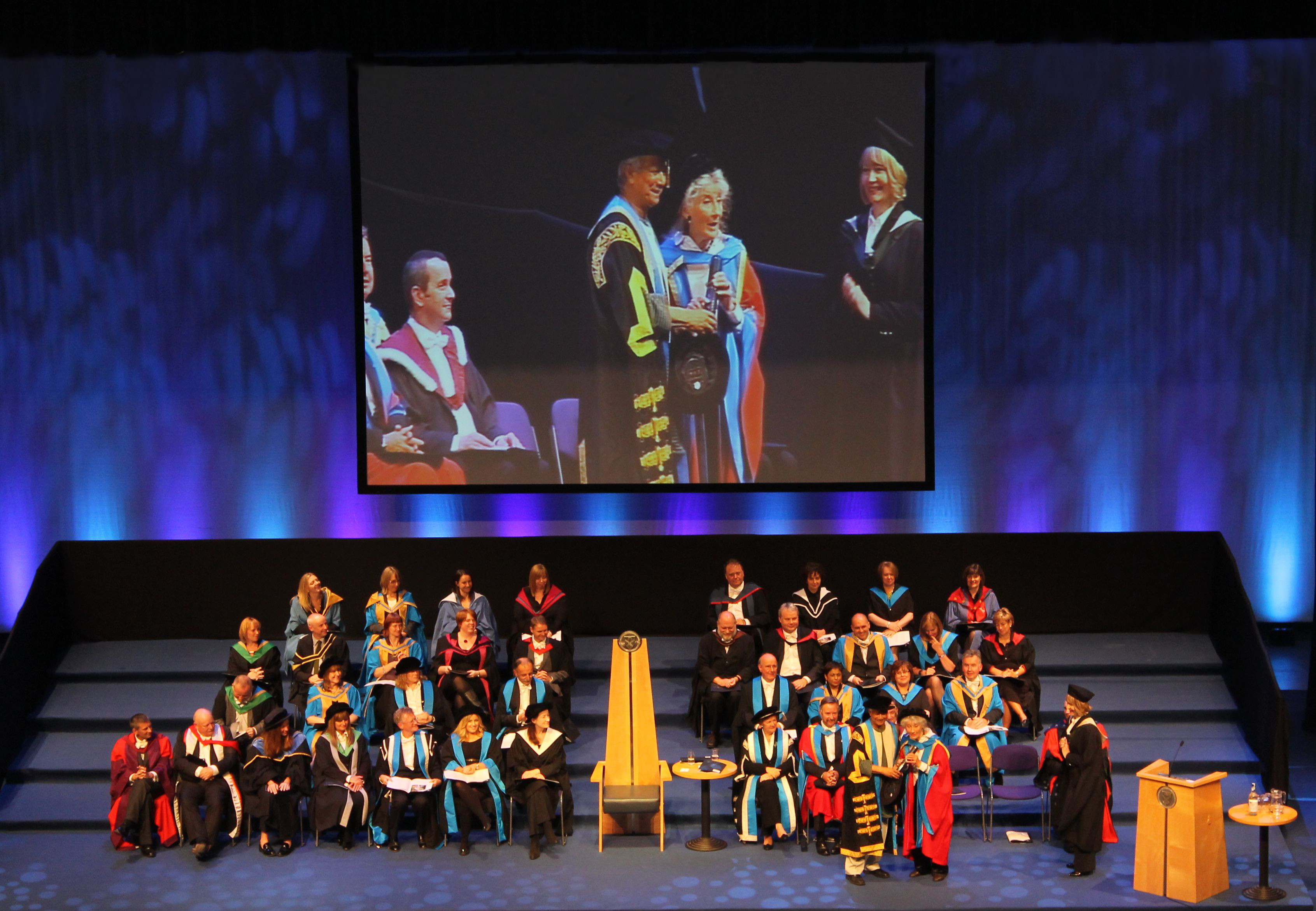
Verleihung der Ehrendoktorwürde an Phyllida Law durch Muhammad Yunus, Kanzler der Glasgow Caledonian University (4. Juli 2013)

- Phyllida Law war 1998 für ihre Rolle in The Winter Guest (1997) als „Best Supporting Actress“ für den Chlotrudis Award nominiert.
- 2013 erhielt sie den Ehrendoktor der Glasgow Caledonian University.

## Filmografie (Auswahl)
- 1964: Play School (Fernsehserie)
- 1969: Ein Pechvogel namens Otley (Otley)
- 1972: The Unpleasantness at the Bellona Club
- 1973: Hitler – Die letzten zehn Tage (Hitler: The Last Ten Days)
- 1978: Komm zurück, Lucy (Fernsehserie, 6 Folgen)
- 1982: The Barchester Chronicles
- 1988–1992: That’s Love (Fernsehserie)
- 1991: The House of Eliott (Fernsehserie)
- 1992: Peter’s Friends
- 1993: Viel Lärm um nichts (Much Ado About Nothing)
- 1994: Vor dem Regen (Before the Rain)
- 1994: Junior
- 1996: Emma
- 1997: Anna Karenina
- 1997: The Winter Guest
- 1999: Kampf der Kobolde – Die Legende einer verbotenen Liebe (The Magical Legend of the Leprechauns, Fernsehfilm)
- 1999: Inspector Barnaby (Midsomer Murders) Fernsehserie, Staffel 2, Folge 4: Mord auf der Durchreise (Blood Will Out)
- 2000: Grasgeflüster (Saving Grace)
- 2002: The Time Machine
- 2003: Brush with Fate
- 2003: I’ll Be There
- 2005: Unleashed – Entfesselt (Danny The Dog)
- 2005: Mee-Shee: The Water Giant
- 2006: Tage der Finsternis – Day of Wrath (Day of Wrath)
- 2007: Kingdom (Fernsehserie)
- 2007: The Sarah Jane Adventures (Fernsehserie)
- 2008: Miss Austen Regrets
- 2010: Die Halloween-Party (Agatha Christie's Poirot; Fernsehserie, Folge: Hallowe’en Party)
- 2011: Inspector Barnaby (Midsomer Murders) (Fernsehserie, Staffel 14, Folge 2: Mr. Bingham ist nicht zu sprechen/Dark Secrets)
- 2011: Albert Nobbs
- 2013: New Tricks – Die Krimispezialisten (New Tricks, Fernsehserie, Folge 10x06)
- 2014: Die Gärtnerin von Versailles (A Little Chaos)